# Gordià I
Marc Antoni Gordià Sempronià Romà Africà (llatí: Marcus Antonius Gordianus Sempronianus Romanus Africanus; nascut cap al 159 i mort el 238), conegut generalment com a Gordià I, fou emperador romà el 238. Magistrat, fou proclamat per aclamació popular a Cartago, un regnat que només va durar 20 dies, ja que va morir per l'impacte de la notícia de la mort del seu fill. L'època que va viure es caracteritza per l'anarquia: ni els ciutadans ni l'exèrcit no eren capaços de sotmetre's a un sol governant.

## Orígens
Suposadament fill del senador Meci Marul i d'Úlpia Gordiana, filla d'Anni Sever. El cognom Gordià suggereix un origen a Frígia, mentre que els praenomen semblen indicar l'obtenció de la ciutadania sota Marc Antoni a la segona meitat del segle I aC. Els historiadors actuals posen en dubte que fos fill de Meci Marul, però es creu possible la relació amb Úlpia Gordiana. Els seus autèntics avantpassats es poden rastrejar de forma més fiable a través de les inscripcions trobades.
Feia almenys tres generacions que la seva família tenia membres de rang consular, i ell mateix va exercir dues vegades el consolat. Les seves terres a províncies eren les de més extensió de tots els ciutadans privats romans; Gordià tenia a més una vil·la suburbana de gran luxe a la via Prenestina i una casa a Roma que havia estat de Pompeu Magne i de Marc Antoni.
De jove va escriure una tragèdia èpica en trenta llibres com a homenatge a les muses, anomenada Antoninus.

## Carrera política i militar
Com a magistrat va ser edil (quan va fer jocs una vegada al mes), qüestor, pretor i dues vegades cònsol de Roma. Els seus consolats foren el 213 (amb Caracal·la com a col·lega) i una mica després amb Alexandre Sever, i en acabat va rebre el proconsolat d'Àfrica. Com a cap militar va dirigir la Legió IV Scythica (quan estava fixada a Síria). Fou també governador de Britànnia el 216 (216-218) i les inscripcions d'aquest càrrec estan mig esborrades, cosa que fa pensar en un descontentament amb les seves actuacions.

## Amor per la filosofia
Era molt popular perquè gastava molts diners en el poble, però els seus costums privats eren frugals. Va dedicar part de la seva vida a l'estudi de Plató, Aristòtil, Ciceró i Virgili. El biògraf Filòstrat d'Atenes va dedicar una part del seu llibre Vides dels sofistes a ell i al seu fill.

## Ascens al tron
La considerada tirania de Maximí el Traci i del seu procurador a Àfrica va fer revoltar els terratinents d'aquesta província vers el març del 238. La revolta va començar a Tisdre (El Djem) quan uns joves nobles es van negar a pagar una multa que els hauria arruïnat; el recaptador fou assassinat i els seus soldats morts o posats en fuita pels nobles i els seus esclaus i fidels. Els rebels van anar a la casa de Gordià, que tenia uns vuitanta anys, i el van obligar a acceptar el nomenament com a emperador o morir. Gordià va veure que la multitud li donava suport i que no tenia altra opció. En els dies següents les altres ciutats d'Àfrica i Bizacena van donar el suport a l'elecció. Gordià fou portat a Cartago en processó triomfal i fou saludat amb el títol d'Africà. Per raó de la seva edat Gordià va exigir associar al tron el seu fill Gordià II.
Va enviar cartes a Roma anunciant el seu nomenament i va amnistiar a tots aquells que el tirà Maximí havia desterrat o exiliat; també va prometre una recompensa als soldats, no més petita que la dels seus predecessors. El senat i el poble de Roma van rebre l'elecció amb alegria, i el senat es va unir a la revolta i el va confirmar com a emperador. Maximí fou declarat enemic públic i les seves estàtues enderrocades. Els districtes italians van rebre comissionats que van ser encarregats d'aixecar exèrcits, i es van enviar també delegats a les províncies.
Tanmateix, mentrestant, el procurador de Numídia Capel·lià (Capellianus), antic enemic de Gordià, va refusar reconèixer al nou emperador. Capel·lià tenia el comandament de l'única legió de l'Àfrica i a més va reunir un exèrcit amb veterans i númides ben entrenats, amb els quals es va dirigir cap a Cartago. Gordià no tenia forces per oposar-li. Això no obstant, va reunir un gran exèrcit amb esclaus, lliberts i altres persones, però gairebé sense cap entrenament militar. La batalla de Cartago, prop d'aquesta ciutat, fou guanyada fàcilment per Capel·lià, Gordià II va morir i altres nobles van fugir.
Gordià I, fent servir el seu cinturó, es va suïcidar després de rebre la notícia de la mort del seu fill, al cap d'un mes i una o dues setmanes de la seva proclamació (abril del 238). Gordià i el seu fill van ser deïficats pel senat romà.

## Matrimoni i descendència
La Història Augusta diu que es va casar amb Fàbia Orestil·la la besneta d'Antoní Pius. Els historiadors no ho creuen i pensen que la seva dona fou neta de l'orador Herodes Àtic. Amb la seva dona va tenir almenys dos fills, Gordià II i Antònia Gordiana (que fou la mare de Gordià III). Abans del 238, la seva dona ja era morta.